# FC Oss
Tot Ons Plezier Oss, TOP Oss – holenderski klub piłkarski mający siedzibę w mieście Oss, obecnie grający w Eerste divisie. Został założony 9 kwietnia 1928, a domowe mecze rozgrywa na stadionie FC Oss Stadion, mogącym pomieścić 4.625 widzów.

## Trenerzy od 1991 roku
- Piet Schrijvers (1991-1993)
- Bram Braam (1993-1994)
- Hans Dorjee (1994-1995)
- Adrie Koster (1995-1997)
- Lex Schoenmaker (1997-2000)
- Jan Versleijen (1999-2000)
- Wim van Zwam (2000-2002)
- Harry van den Ham (2002-2005)
- Hans de Koning (2005-2010)
- Dirk Heesen (2010–2012)
- Anton Janssen (2012–2013)
- Gert Aandewiel (2013–2014)
- Wil Boessen (2014–2015)
- Reinier Robbemond (2015–2016)
- François Gesthuizen (2016–2017)
- Klaas Wels (2017–)